# Proche-Orient
Ne doit pas être confondu avec Machrek.

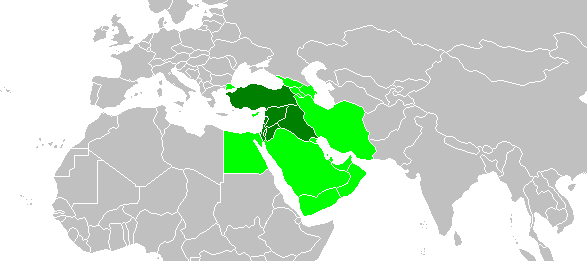
Représentations du terme Proche-Orient suivant les différentes définitions.

Le Proche-Orient (en arabe : شرق أدنى, en syriaque : ܡܕܢܚܐ ܩܪܒ, en turc : Yakın Doğu) est une région pouvant couvrir, selon les acceptions, une partie de l'Asie, de l'Afrique (Sinaï) et de l’Europe (Istanbul) depuis le Sud-Est du bassin Levantin (partie orientale de la mer Méditerranée), jusqu'aux plateaux iraniens. L'appellation de « Moyen-Orient » est quant à elle d'origine britannique (Middle-East), et son sens varie en fonction du point de vue géographique adopté. Ces notions sont également concurrencées par le terme « Asie de l'Ouest ».

## Étymologie
Pour Alain Rey (Petit Robert des noms propres), « Proche-Orient » désigne le Levant alors que le « Moyen-Orient » peut couvrir jusqu'au Pakistan.
Cette appellation est aujourd'hui concurrencée par l'usage du terme « Moyen-Orient », traduction française de l'anglais « Middle East » (les deux expressions désignant souvent le même espace, elles sont interchangeables) et du terme Asie de l'Ouest.
Il en résulte une situation confuse : tandis que, dans un contexte contemporain, « Moyen-Orient » est le terme le plus utilisé, le terme « Proche-Orient » peut toujours être utilisé pour désigner la même région, même dans un contexte contemporain. D'autres utilisent l'expression « Proche et Moyen-Orient », qui apparaît comme un agrégat des notions de Proche-Orient et Moyen-Orient. Enfin, certains tâchent de trouver une définition différente pour les deux expressions, le « Moyen-Orient » étant alors considéré comme plus large, pouvant s'étendre jusqu'en Afghanistan et au Pakistan, tandis que le « Proche-Orient » correspond au Levant.
La même confusion règne en anglais : les Britanniques utilisaient eux aussi le terme « Near East » et continuent à le faire dans les milieux universitaires, mais, avec l'américanisation de la langue, le terme américain de « Middle East » s'impose peu à peu. La confusion est encore aggravée par le flou des limites de la région ainsi désignée : pour le Middle East Institute, créé à Washington en 1945, l'expression « Middle East » inclut le Maghreb.

## Territoire

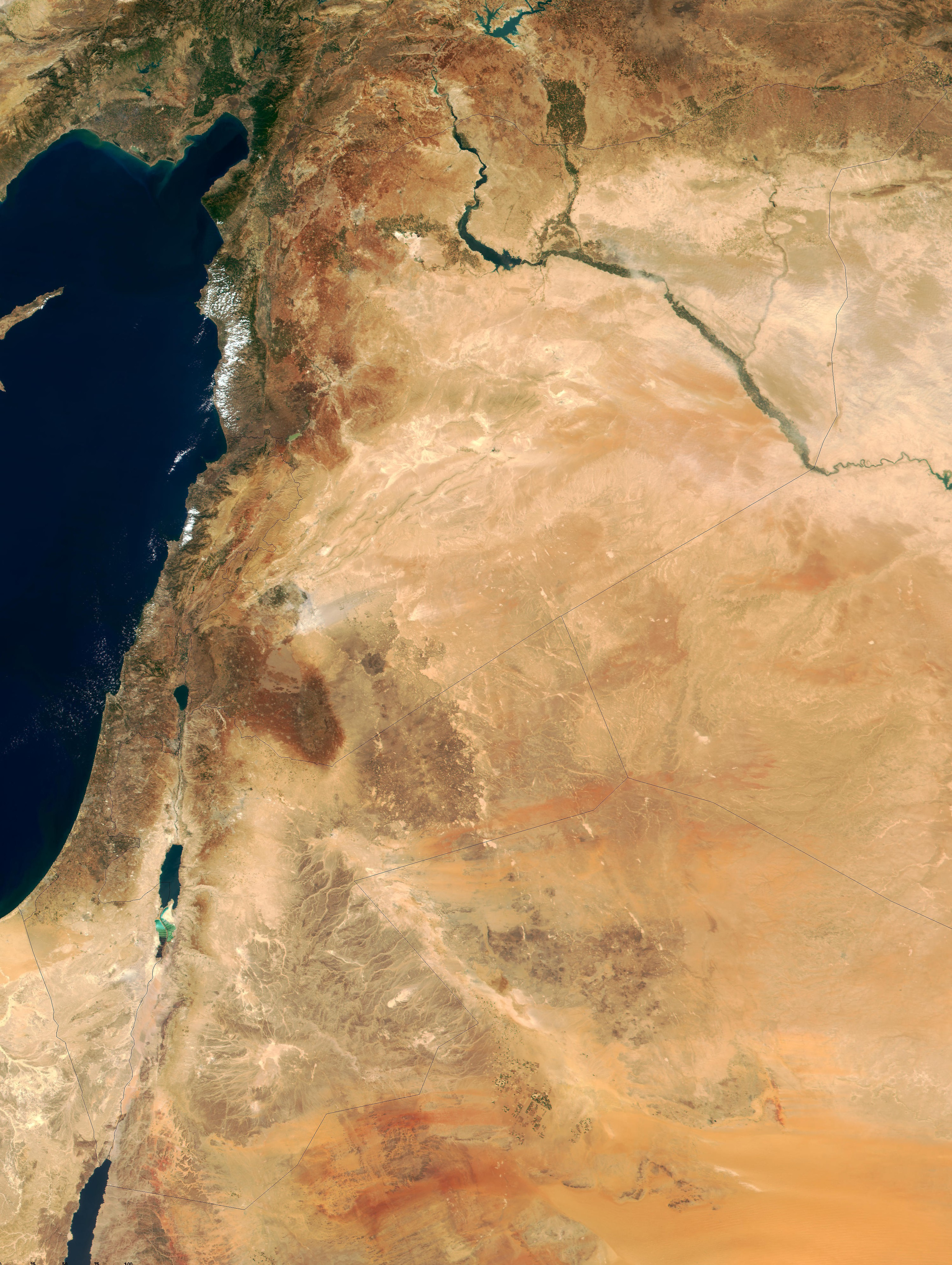
Image satellite centrée sur le Proche-Orient.

La région du Proche-Orient n'a pas de délimitation officielle. Elle correspond plus ou moins aux frontières de l'ex-Empire ottoman.
On y inclut généralement les pays suivants :
- Égypte ;
- Israël ;
- Palestine ;
- Liban ;
- Syrie ;
- Jordanie ;
- Irak ;
- Turquie.

On y adjoint souvent par extension :
- Arabie saoudite ;
- Bahreïn ;
- Chypre ;
- Émirats arabes unis ;
- Iran ;
- Koweït ;
- Oman ;
- Qatar ;
- Yémen.

## Histoire
Le Proche-Orient ancien est considéré comme l'un des berceaux de la civilisation. Son cœur est constitué de l'antique Croissant fertile (Égypte, Palestine et Mésopotamie). Il a vu apparaître de nombreuses inventions et découvertes telles que l'écriture, la roue ou certaines techniques d'irrigation.

## Religions
Le Proche-Orient est, sur l'axe Nazareth - Jérusalem - Bethléem - Hébron - Médine - La Mecque, le berceau des trois religions abrahamiques, le judaïsme, le christianisme et l'islam sous leurs différentes formes. De nos jours, l'islam est la religion de la majorité des habitants de cette partie du monde, à l'exception du Liban, dont la population est partagée entre chrétiens et musulmans, d'Israël, dont la population est majoritairement de religion juive, de Chypre et de l'Arménie, principalement chrétienne. D'importantes minorités chrétiennes se trouvent dans plusieurs autres pays, comme en Syrie, Palestine, Irak, Égypte et Jordanie, ainsi que de nombreuses minorités religieuses présentes depuis des millénaires, tels les Druzes, Alaouites et Yézidis. Jusqu'à la seconde moitié du XXe siècle se trouvaient aussi dans la région de nombreuses communautés juives, qui ont depuis majoritairement immigré en Israël.